# Lord-lieutenant de l'île de Wight
Ceci est une liste de personnes qui ont servi comme Lord Lieutenant de l'Île de Wight:
- 1er avril 1974 – 1979: Louis Mountbatten, 1er Comte Mountbatten of Burma (précédemment Gouverneur de l'Île de Wight)
- 1980–1985: Sir John Nicholson, 2e Baronnet
- 25 février 1986 – 1995: David Seely, 4e Baron Mottistone[1]
- 18 décembre 1995 – 2006: Sir Christopher Donald Jack Bland[2]
- 24 octobre 2006–présent: Major-General Martin Spencer White[3]